# Igla (film)
Cet article concerne le film Igla de 1988. Pour le film remixé de 2010, voir Igla remix.
Pour plus de détails, voir Fiche technique et Distribution.
Igla (en russe : Игла, traduit par L'Aiguille) est un film de Rachid Nougmanov sorti en 1988. L'acteur principal du film est le rockeur soviétique Viktor Tsoi qui incarne le personnage de Moro. L'un des premiers films soviétiques qui parle de l'usage des drogues en URSS.

## Synopsis
L'intrigue tourne autour du personnage de Moro, qui retourne à Alma Ata afin de récupérer l'argent qu'on lui doit. Devant faire face à un retard imprévu, il rend visite à son ancienne petite amie, Dina, et découvre qu'elle est devenue dépendante à la morphine. Il décide de l'aider à arrêter et combat la mafia locale, à la tête du trafic de drogue de la ville, responsable de son addiction. Mais Moro a un adversaire mortel, "le docteur", le parrain de la mafia, qui exploite Dina en cachant de la morphine dans sa cheminée. Moro part avec Dina près de la mer d'Aral pour l'aider à se sevrer de sa dépendance.

## Fiche technique
- Titre original : Игла
- Titre français : Igla
- Réalisation : Rachid Nougmanov
- Scénario : Alexandre Baranov et Bakhyt Kilibaïev
- Costumes : Roza Iskakova
- Photographie : Murat Nougmanov
- Montage : Khadisha Urmurzina
- Musique : Kino
- Pays d'origine : URSS
- Format : Couleurs - 35 mm - Mono
- Genre : drame
- Durée : 77 minutes
- Date de sortie :
  -  Union soviétique : 16 septembre 1988

## Distribution
- Viktor Tsoi - Moro
- Marina Smirnova - Dina
- Piotr Mamonov - Le docteur
- Alexandre Bachirov - Spartak
- Arkhimed Iskakov - L'informel Arkhimed
- Guennadi Lyui - L'informel
- Rakhimdjan Abdoukadyrov - Le thimblerigger informel
- Alexandre Konks - L'informel
- Raikhan Kanatbaïev - Vieux kazakh
- Ajkhan Tchataïeva - L'infirmière
- Vladimir Danilenko - Le joueur d'échecs dans la chaufferie
- Grigori Epstein - Le racketteur Epstein
- Marat Azimbaïev - Le racketteur Marat
- Yernar Abilev - L'assassin payé Iko
- Roustem Tajibaïev - Le pilote de voiture Volga
- Igor Startsev - Le cueilleur de chanvre

## Bande originale
La bande originale du film, incluant plusieurs titres de Kino, contribua pour beaucoup à l'ambiance générale de ce film qui servit par la suite de référence au cinéma post-moderne et surréaliste.

- Une étoile appelée soleil (Звезда по имени Солнце) - Kino (Ouverture du film)
- Venus - Shocking Blue (Dans l'appartement de Dina, le tourne disque)
- Der Kuckucksjodler - Franzl Lang (Lorsque le docteur entre dans l'appartement de Dina)
- Piu non Succedera - Adriano Celentano & Claudia Mori (musique dans le bar)
- Rain (Дождик)  - Edita Piekha et ensemble « Droujba » (Musique dans le bar à la suite de l'arrivée de Spartak)
- Les feuilles d'érable (Листья клёнов) - Maya Kristalinskaya
- Moro recherche Dina (Моро ищет Дину) - Andrei Sigle
- Boshetunmay (Бошетунмай) - Kino (Fuyard sur la draisine dans le dessert de la mer d'Aral)
- Scorpions dans un bocal (Скорпионы в банке) - Andrei Sigle (Quand Moro joue avec des scorpions)
- Tumbleweed - Kino
- Arthur (Артур) - Kino
- Smile (Улыбнись) - Muslim Magomayev
- Spartak (Спартак) - Kino
- Speak Softly Love - Fausto Papetti
- Gruppa Krovi (Группа крови) - Kino (Fermeture du film)

## Histoire en français
On peut entendre tout le long du film une histoire en français du Petit Nicolas diffusée à la radio soviétique.
— Il la regarde souvent, il prend son déjeuner au lait, comme il l'aime.
— Oh excuse moi, je suis en retard.
— Mais tu es toujours en retard Nicolas.

## Diffusion hors de l'URSS
Le film n'a jamais été doublé, mais des bénévoles ont mis à disposition librement des sous-titres en Anglais et Français, il est possible de les utiliser sur des lecteurs vidéo tels que VLC media player.

## Article annexe
- Psychotrope au cinéma et à la télévision